# تاريخ ألعاب الواقع البديل
تاريخ ألعاب الواقع البديل (بالإنجليزية: History of alternate reality games) هي نوع حديث من الألعاب يتألف غالبًا من سرد تفاعلي متصل بشبكة يستخدم العالم الحقيقي كمنصة، ويعتمد على سرد متعدد الوسائط لتقديم قصة قد يتم تعديلها بواسطة أفكار أو أفعال اللاعبين. وغالبًا ما تدير هذه الألعاب بشكل مستقل أو تُستخدم كحملة تسويق فيروسية من قِبل شركة أو علامة تجارية.

### قبل عام 2001: التأثيرات والسلائف
بسبب عوامل مثل "الستار"، والمحاولات لبدء الألعاب بـ "إطلاقات متسللة" التي تحقق الطابع الجمالي "هذا ليس لعبة" (TINAG)، والاتفاقيات السرية للكشف عن كمية المعلومات التي يمكن الكشف عنها من قِبل مدراء الدمى في الألعاب الترويجية، يكون عملية التصميم للعديد من الألعاب التي تعتمد على الواقع المعزز في غمرة من السرية، مما يجعل من الصعب تحديد مدى تأثير أعمال أخرى عليها. بالإضافة إلى ذلك، يسمح الطابع المتعدد الوسائط لهذا النوع من الألعاب بدمج عناصر من العديد من الفنون والأعمال الأخرى بحيث يكون من محاولة تحديد كل هذه العناصر مهمة تقريبًا مستحيلة وتتجاوز نطاق هذا المقال.

### إمكانية الإلهام من الخيال وغيرها من أشكال الفن
قصة قصيرة غلبرت كيث تشيسترتون "المغامرات الهائلة للرائد براون" التي نشرت في عام (1905) جزء من مجموعة بعنوان "نادي الصفقات العجيبة" يبدو أنها تتنبأ بمفهوم الألعاب الواقعية البديلة، كما يفعل رواية جون فاولز "ذا ماغوس" التي نُشرت في عام 1965. قدمت النصوص اللعبية مثل روايات الأطفال الشهيرة "اختر مغامرتك الخاصة" أيضًا إلهامًا.
كانت قصة المسلسل التلفزيوني الدرامي البريطاني "ذا وان جيم" الذي بُث في عام (1988) مستندة تمامًا إلى مفهوم الألعاب الواقعية البديلة التي يُشار إليها في النص بـ "لعبة الواقع".
رواية "اعتراف الأنماط" للكاتب ويليام جيبسون تتضمن مثالاً معترفًا بوضوح على نموذج من ألعاب الواقع البديل الحديثة، على الرغم من أنها نُشرت بعد بدء تطوير هذا النوع بجدية. القصص القصيرة التفاعلية عبر الإنترنت مثل مسلسل كوانتوم لينك على أمريكا أون لاين تقدم نموذجًا يدمج تأثير الجمهور في سرد القصص بطريقة تشبه تلك المستخدمة في الألعاب الواقعية البديلة، وكذلك الألعاب الترويجية عبر الإنترنت مثل ألعاب عداء الويب التي قدمتها "السحرة على الشاطئ"، وهي شركة نشر ألعاب الورق وألعاب الأدوار، وهي مشهورة بإصدارها لعبة "ماجيك: الجدول" (Magic: The Gathering)، وكذلك لديها تأثير في مجال الألعاب الأخرى. تعتبر ألعاب الأدوار الحية (LARPs) مؤثرة بشكل كبير على مفهوم الألعاب الواقعية البديلة، خاصة تلك التي تلعبها مجموعة اللغز الغامض في جامعة كاليفورنيا، وجمعية القتلة في معهد ماساتشوستس للتكنولوجيا، وشركة إنتاج الأرض الميتة (شركة رعب LARP في منطقة خليج سان فرانسيسكو في أواخر الثمانينيات إلى منتصف التسعينيات)، ولكن بشكل بارز "ذا مصاصو الدماء: الزيف". غالباً ما امتدت ألعاب الأدوار الحية إلى العالم الحقيقي، حيث يمكن للاعبين مواجهة الممثلين والأدلة التي تعزز القصة اللعب في الوقت الحقيقي.
من الممكن أيضًا أن تشمل السوابق الأخرى فنون الأداء وأشكال مسرحية أخرى تحاول كسر "الجدار الرابع" الذي وضعه بيرتولت بريشت، والتفاعل مباشرة مع الجمهور.

#### أمثلة مبكرة على الألعاب الواقعية البديلة الرئيسية الأولية قبل عام 2001
من المرجح أن تكون بداية قصة قبعة أونج قد حدثت في حوالي عام (1993)، وشملت معظم مبادئ التصميم المذكورة أعلاه. قد دمجت قبعة أونج أيضًا عناصر من رحلات الأسطورة في تصميمها، كما هو موثق في عمل دراسي بعنوان "رحلات الأسطورة عبر الإنترنت: الفولكلور الخارق والبحث عن قبعة أونج". يختلف بعض العلماء حول تصنيف قصة قبعة أونج.
في عام (1996)، قامت شركة لسحرة على الشاطئ بإطلاق لعبة واقعية بديلة تمثل نموذجًا مبكرًا تُعرف باسم "المتسابق على الشبكة: الأجندة الخفية" للترويج للعبتها شخص يشغل الشبكة وهي لعبة بطاقات تجمع بين عناصر ألعاب الورق والألعاب الاستراتيجية، وتمثل تكنولوجيا المعلومات والقرصنة. وقد قامت اللعبة بتجسيد اللاعبين كهاكرز يتخذون مسارًا من خلال سبع "بوابات" ذات ألغاز للحصول على بيانات سرية ("الأجندة"). كانت هذه اللعبة الشهيرة هي أول لعبة على الإنترنت ترتبط بإصدار منتج، وقد وصلت إلى الصفحة الأمامية لقسم التكنولوجيا في صحيفة نيويورك تايمز. وقد أعقب ذلك إصدار لعبة تكملة باسم المتسابق على الشبكة الثاني للترويج لإطلاق توسعة بروتيوس للعبة.
كما كانت هناك لعبة أخرى بعنوان Dreadnot في عام (1996)، والتي كانت من الألعاب الواقعية البديلة (ARG) غير تجارية تم إنتاجها بدعم مالي من صحيفة كرونيكل سان فرانسيسكو ونُشرت على "إس إف جيت.كوم"، وهو موقع الويب الذي يُشغله كرونيكل سان فرانسيسكو ويقدم أخبارًا ومعلومات حول مدينة سان فرانسيسكو والمناطق المحيطة بها. شملت هذه اللعبة معظم مبادئ التصميم المذكورة سابقًا، بما في ذلك أرقام هواتف صوتية لشخصيات اللعبة، وفهرس للبريد الإلكتروني في الشيفرة المصدرية، وعناوين بريد إلكتروني للشخصيات، ومواقع حقيقية في سان فرانسيسكو، وأشخاص حقيقيين (بما في ذلك رئيس المدينة آنذاك ويلي براون)، بالإضافة إلى لغز خيالي.
في عام (1997)، قبل عام من إصدار لعبة دوغلاس آدمز "ستارشيب تيتانيك"، وهي لعبة كمبيوتر تم إصدارها في عام (1998) وتستند إلى رواية دوغلاس آدمز بنفس الاسم. تدور القصة في مركبة فضائية فاخرة تحمل اسم "تيتانيك" في رحلة فضائية، وتتضمن اللعبة العديد من الألغاز والمغامرات داخل هذه المركبة الفضائية، قامت القرية الرقمية وهي شركة أو كيان تقني يمكن أن تكون مرتبطة بتكنولوجيا المعلومات أو الإنترنت بإطلاق موقع ويب يدعي أنه وكالة سفر فضائية تسمى السفر بين النجوم، وهي الشركة الأم لسفينة الفضاء تيتانيك في اللعبة. جمع الموقع بين كتابة بنكهة مونتي بايثون (بقلم مايكل بايواتر) مع تفاعل نوع ARG. عندما قام زائر الموقع بملء استمارة معلومات شخصية، بما في ذلك عنوان البريد الإلكتروني و "ضفدعه المفضل" (من قائمة منسدلة مريحة وطويلة)، كان من المتوقع أن يصل بريد إلكتروني غير مرغوب فيه بعد أسبوع تقريبًا، وسيتضمن إشارة إلى الضفدع الذي اختاره الزائر. كمثال آخر، تضمنت سلسلة من ثلاث رسائل إلكترونية؛ الرسالة الأولى جذبت انتباه القارئ إلى شبكة الإنترانت المحمية بكلمة مرور لشركة خطوط النجوم، الرسالة الثانية حثت القارئ على حذف أي رسائل إلكترونية مستقبلية دون قراءة، حيث تم إرسال معلومات سرية عن طريق البريد الإلكتروني بشكل خاطئ، والرسالة الثالثة كشفت كلمة المرور السرية للموقع المقيدة: "1".
كما تشابهت حملة التسويق لفيلم عام (1999 مشروع الساحرة بلير) بكثير من الطرق مع ألعاب الواقع البديل وذهب بعض صانعيها لإنشاء الألعاب الواقعية البديلة ترويجي يُعرف باسم" فن السرقة" عام (2005)، حيث قامت بتوسيع عالم الفيلم عبر الإنترنت، وإضافة خلفية، ومعالجة الخيال كواقع من خلال وسائط الإعلام في العالم الحقيقي مثل النشرات والوثائقي الوهمي على قناة Sci-Fi. ومع ذلك، رغم موضوعها وغياب التواصل الفتح الذي يُعلن أن هذا خيال، يشبه أيضًا حيلة الإنترنت أو محاولة إنشاء أسطورة حضرية.
ألعاب اللعب الشاملة مثل Go Game وهي لعبة استراتيجية آسيوية قديمة و Nokia Game أيضًا تضمنت العديد من العناصر المشابهة لـ ألعاب الواقع البديل (على الرغم من أنها عادةً ما تفتقر إلى العنصر السردي المركزي لـ ألعاب الواقع البديل) وتوقعت مكونات اللعب العامة للألعاب الكبيرة المؤسسية مثل لعبة أنا أحب النحل ولعبة فن السرقة ولعبة بوكر.
كانت لعبة المهيمنة الفنية لشركة إلكترونيك آرتس وهي لعبة فيديو تفاعلية تم تطويرها بواسطة إلكترونيك آرتس. كانت ماجستيك تحاول دمج العناصر السردية ووسائل التواصل المتعددة في تجربة اللعب. تم إصدارها في عام (2001) ولكن تم إلغاء اللعبة في وقت لاحق بسبب عدة عوامل منها نقص اللاعبين والتوقيت غير المحظوظ فيما يتعلق بأحداث 11 سبتمبر. قيد التطوير تقريبًا في نفس الوقت التي تم فيه إطلاق الوحش، على الرغم من أنها أطلقت بعد انتهاء الوحش. تضمنت اللعبة مكالمات هاتفية ورسائل بريد إلكتروني ووسائط أخرى تشمل اللاعبين في سرد متعدد الوسائط، وتم إلغاء اللعبة في النهاية بسبب نقص اللاعبين. تم الإشارة إلى عوامل متنوعة، من الرسوم المطلوبة للعب إلى التوقيت والموضوع غير المحظوظين لـ Majestic فيما يتعلق بهجمات 11 سبتمبر على مركز التجارة العالمي إلى غياب مبدأ TINAG (على سبيل المثال، كانت مكالمات الهاتف داخل اللعبة تسبقها إعلان يُعلن فيه أنها جزء من اللعبة)، وقد تم استشهاد بهذه العوامل لشرح فشلها.
1. ذا بيست (2001): يُعتبر غالبًا واحدًا من أوائل الألعاب الواقعية البديلة الكبيرة، كان "ذا بيست" حملة ترويجية لفيلم الذكاء الاصطناعي"A.I. Artificial Intelligence". شملت قصة معقدة تمتد عبر منصات إعلام متعددة وشارك اللاعبون في حل الألغاز وكشف الألغاز المتعلقة بالفيلم.
2. آي لوف بيز (2004): كجزء من حملة الترويج للعبة الفيديو "Halo 2"، كانت "آي لوف بيز" هي لعبة واقعية بديلة استخدمت مواقع الويب والمكالمات الهاتفية والأحداث في العالم الحقيقي لسرد قصة. شارك اللاعبون في حل الألغاز وكشف تفاصيل حول عالم اللعبة.
3. فن السرقة (2005): جزء من حملة تسويقية لعبة فيديو، وهي جزء من ترويج للعبة "أساسنز كريد"، كانت "فن السرقة" هي أحد الأمثلة المبكرة على الألعاب الواقعية البديلة. قدمت قصة معقدة واستخدمت وسائل متعددة للتفاعل مع الجمهور، حيث شارك اللاعبون في حل ألغاز ومهام متنوعة في سياق قصة اللعبة.

#### الوحش وتأثيره
في عام (2001)، ومن أجل الترويج لفيلم الذكاء الاصطناعي"A.I.: Artificial Intelligence" وسلسلة مخططة من ألعاب الكمبيوتر التي تستند إلى الفيلم، قام مدير الإبداع في مايكروسوفت، جوردان وايسمان، ومصمم الألعاب الآخر في مايكروسوفت، إيلان لي، بتصور لغز قتل متشعب تم تنفيذه عبر مئات المواقع الإلكترونية، رسائل البريد الإلكتروني، الفاكسات، الإعلانات الوهمية، ورسائل البريد الصوتي. قاموا بتعيين شون ستيوارت، الكاتب الحائز على جوائز في مجال الخيال العلمي والفانتازيا، لكتابة القصة. كانت اللعبة، الملقبة بـ "مواطن كين للترفيه عبر الإنترنت" من قِبل مجلة حياة الإنترنت، نجاحًا هائلًا شمل أكثر من ثلاثة ملايين مشارك نشط من جميع أنحاء العالم خلال فترة تشغيلها، وأصبحت النموذج الرئيسي لنوع ARG الناشئ. كان لديها قائمة أصلية للمشروع تحتوي على 666 ملفًا، مما دفع المشرفين على اللعبة إلى تسميتها "الوحش"، وهو اسم تم اعتماده لاحقًا من قبل اللاعبين. شكّلت مجتمعًا كبيرًا ونشطًا من المعجبين يُطلق عليه اسم "الصانعون الغيمة" لتحليل والمشاركة في حل اللعبة، وسرعان ما أجبرت ذكاء وإصرار ومشاركة الفريق المجتمعي على إنشاء قصص فرعية جديدة وتصميم ألغاز جديدة، وتعديل عناصر التصميم لمواكبة قاعدة اللاعبين. وبشكل غير عادي بعض الشيء بالنسبة للعبة الكمبيوتر، شارك عدد متساوي من الرجال والنساء في الإنتاج، وجذبت اللاعبين من مجموعة واسعة من الفئات العمرية والخلفيات.

### التأثيرات على تطوير الوحش
نظرًا للتأثير الذي كان لـ "الوحش" تأثيره على شكل الألعاب الواقعية البديلة اللاحقة واستعداد مبتكريها للحديث عن تطويرها، فإن مصادر إلهامها ذات الصلة بتطوير الألعاب الواقعية البديلة الحديثة وأكثر قدرة على التحقق إلى حد ما من مصادر أخرى ممكنة. إيلان لي، أحد المسؤولين الإبداعيين، يشير إلى فيلم عام (1997) بعنوان "اللعبة" كمصدر إلهام، وكذلك إلى شائعة "بول مات" لفرقة البيتلز. شون ستيوارت، آخر من الثلاثة مصممين الرئيسيين، يلاحظ أن تصميم وتشغيل الألعاب الواقعية البديلة يحمل بعض التشابه مع تشغيل ألعاب الأدوار (RPG). ويشير نفس النوع من تأثير هذا النوع المحدد للألعاب إلى أن جوردان وايسمان، المصمم الرئيسي الثالث للعبة، كان أيضًا مؤسس "شركة فاسا"، وهي شركة نشر أمريكية سابقة تختص في صناعة ألعاب الأدوار.
الرائدة في مجال ألعاب الأدوار. كما لاحظ أيضًا أن نوعية السلوك "الإبداعي الجمعي" التي اعتمدت عليها الوحش لديها أصولًا خارج المجالات الفنية: الوحش ببساطة "أعاد اختراع العلم عن طريق الصدفة كترفيه ثقافي شعبي".

#### مجتمع اللاعبين
على الرغم من أن الوحش استمرت لمدة ثلاثة أشهر فقط، إلا أنها دفعت إلى تشكيل مجتمع منظم بشكل كبير ومشاركة مكثفة، والذي لا يزال نشطًا سنوات بعد انتهاء اللعبة. وربما أكثر أهمية، لقد ألهمت عددًا من المشاركين فيها لإنشاء ألعاب تكييف وتوسيع النموذج، مما قام بتحويلها من حدث غير عادي حدث مرة واحدة إلى نوع جديد من الترفيه، وسمح للمجتمع بالنمو حتى بعد انتهاء الوحش نفسه. أفراد مجموعة الصانعين الغيمة تجمعوا لتشكيل شبكة الألعاب الواقعية البديلة، الوسيلة الرئيسية للأخبار حول هذا النوع، و غير الواقع، المركز الرئيسي للمجتمع، بالإضافة إلى تصميم أول ألعاب واقعية بديلة ناجحة وملعوبة على نطاق واسع، مثل قفل الفك و ميتاكورتيش، وجهود شركات مثل مدينة الحيرة.

## 2002-2003: نمو المجتمع والنوع
السنوات الفورية بعد الوحش شهدت مطورين مستقلين قد لعبوا فيها توسيع النموذج من حدث غير عادي إلى نوع جديد من الألعاب، مع تكوين مجتمع متزايد الحجم مكرس للعب وتصميم ومناقشة الألعاب الواقعية البديلة.

### تطوير الألعاب من الأساس
تحت تأثير الوحش ومتحمسين لقوة التعاون، اجتمع عدة أفراد من مجتمع الصانعين ليخلقوا لعبة مشابهة. كانت المحاولة الأولى لإنشاء لعبة مستقلة مشابهة للوحش، بعنوان مراقبو الغربان فاشلة، ولكن فريقًا آخر سرعان ما تجمع وحقق نجاحًا. مع خبرة قليلة جدًا خلفهم، نجح الفريق بعد تسعة أشهر من التطوير في إنشاء لعبة قابلة للعب تم استحواذ مجموعة الصانعين عليها بسرور وتم عرضها في مجلة وايرد. كلاعبين في الوحش، كان أعضاء فريق تطوير قفل الفك على دراية كبيرة بالمجتمع اللعوب، واتخذوا خطوات لتشجيع تحقيق تواصل وثيق بين قاعدة اللاعبين من خلال ألغاز تعاونية للغاية وألعاب أسبوعية من لعبة اليوكر وتضمين شخصيات اللاعبين في اللعبة. على الرغم من أن الأعداد لم تصل أبدًا إلى تلك التي حققتها الوحش، وبدون أي تمويل أو ترويج، إلا أن اللعبة أثبتت أنه من الممكن للمطورين إنشاء هذه الألعاب دون تمويل أو ترويج شركات، وأن هناك اهتمامًا في نوعية الألعاب الواقعية البديلة خارج إطار جمهور وحدة زمنية لإنتاج على نطاق الوحش. قامت قفل الفك بتسجيل بداية ا لألعاب الواقعية البديلة (ARG) كنوع من أنواع الألعاب، بدلاً من مجرد حدث لمرة واحدة.
قبل انتهاء قفل الفك بفترة قصيرة، اكتشف اللاعبون لعبة تبدو وكأنها تدور حول فيلم تقرير الأقلية (بالإنجليزية: Minority Report). على الرغم من التكهنات العكسية، لم تكن اللعبة (المعروفة باسم Exocog) ترويجًا رسميًا للفيلم، ولكنها كانت تجربة في السرد التفاعلي من قبل جيم ميلر. مستوحاة من جهد قفل الفك المستقل، قدم ديف سزولبورسكي وكلاء التغيير، فرع فاعل الألعاب الواقعية البديلة (ARG) الفاشل من إلكترونيك آرتس ، إلى جمهور ARGN، ثم تبعها بتسليم نسختين إضافيتين. في هذا الوقت، قام سزولبورسكي أيضًا بإنشاء لعبة ناجحة بدعم ذاتي ليست مستندة إلى عالم مهيب، تحمل اسم مطاردة الأمنية. قبل إطلاق الفيلم الثالث والأخير من سلسلة أفلام الماتريكس، قام الفريق الذي طور قفل الفك بإطلاق ميتاكورتيش، وهي لعبة واقعية بديلة مستندة إلى ذلك الكون. كانت هذه المحاولة من الفان فكشن ناجحة للغاية، ووصلت إلى قاعدة لاعبين أكبر وأكثر نشاطًا من العديد من الألعاب المنتجة بشكل احترافي، وكان يُفترض في البداية من قبل الكثيرين أن تكون ترويجًا معتمدًا رسميًا للفيلم. تبعت ميتاكورتيش الكثير من الألعاب الواقعية البديلة الهواة.
في أعقاب هذه الألعاب الواقعية البديلة المستقلة ذات التكلفة المنخفضة والناجحة، بدأت مجتمع تطوير نشط "من الأساس" في التطور داخل النوع. في حين يستمر جودة الألعاب الهواة في التفاوت بشكل كبير، إلا أن رواة القصص الهواة ومصممي الويب وخالقي الألغاز يستمرون في تقديم ألعاب واقعية بديلة تم تطويرها مستقلة لمجتمع اللاعبين النشطين.

###### تنمية المجتمع
تم استخدام مصطلح "الألعاب الواقعية البديلة" لأول مرة بواسطة شون ستيسي، أحد مشرفي مجتمع لعبة قفل الفك، في الترويج للعبة. قام ستيسي وستيف بيترز، مشرف آخر، بإنشاء موقعين أصبحا المركز الرئيسي لمجتمع الألعاب الواقعية البديلة: ARGN غير الخيال. نتيجة لجهودهما، عند انتهاء قفل الفك، كان لدى اللاعبين مورد جديد في المجتمع يتيح لهم التجمع للمشاركة في الألعاب التي كانت ستأتي قريبًا. يضم غير الخيال الآن أكثر من 13,000 عضو، وتعتمد ARGN على فريق من 15 كاتبًا متطوعًا للتقارير حول الألعاب الجديدة ومواضيع أخرى تهم المجتمع، وتنتج برنامجًا أسبوعيًا عبر الإنترنت.

## 2004-2006: الألعاب التجارية على نطاق واسع واهتمام الجمهور العام
بعد نجاح أول مشاركات رئيسية في نوعية الألعاب الواقعية البديلة الناشئة، نظرت العديد من الشركات الكبيرة إلى هذا النوع من الألعاب للترويج لمنتجاتها ولتحسين صورها الشركاتية من خلال إظهار اهتمامها بطرق التسويق المبتكرة والودية للمعجبين. لتحقيق الإثارة حول إطلاق لعبة Xbox Halo 2، استأجرت نايكروسوفت الفريق الذي قام بإنشاء لعبة الوحش، والذي كان يعمل الآن بشكل مستقل تحت اسم 42 ترفيه. كانت النتيجة، أنا أحب النحل، تتخذ اتجاهًا مختلفًا تمامًا عن البحث عن المواقع وحل الألغاز الذي كان محور لعبة الوحش. قامت أنا أحب النحل بدمج سرد تفاعلي في عام (2004) مع دراما إذاعية بنمط حرب العوالم تحدث في المستقبل، وكان الأخير يتم تقسيمه إلى قطع بمدة تتراوح بين 30 إلى 60 ثانية وتُبث عبر هواتف الدفع في جميع أنحاء العالم. دفعت اللعبة اللاعبين إلى الخروج في الهواء الطلق للرد على المكالمات، وإنشاء وتقديم المحتوى، وجذب الآخرين، وحققت نفس الانتباه أو أكثر من سابقتها، حيث وصلت إلى التلفزيون خلال حوار رئاسي، وأصبحت واحدة من عبارات صحيفة ذا نيويورك تايمز لعام (2004). تبع ذلك الكثير من المقلدات والتحية والتجاوزوالمحاكاة الساخرة.
في الربيع التالي، قامت شركة أودي بإطلاق فن السرقة للترويج لسيارتها الجديدة A3. بعد نحو عام من أنا أحب النحل، أنتجت آخر دعوة للبوكر من قبل 42 ترفيه، حملة ترويج للعبة بندقية أكتيفيجن. صممت الدعوة الأخيرة للبوكر للمساعدة في ربط الجماهير الحديثة مع النوع الغربي، حيث تمحورت حول موقع بوكر فعّال، وأقيمت ألعاب "تومبستون هولد إم" في مقابر في جميع أنحاء الولايات المتحدة، بالإضافة إلى مكان رقمي واحد على الأقل، وهو مقبرة الواقع الافتراضي الخاصة بلعبة عالم واو الحربية، وأرسلت اللاعبين إلى مقابرهم المحلية لتنظيف المواقع الجائرة وأداء مهام أخرى.
أيضًا في عام (2005)، قدمت لعبة الفيديو صعود الحدثg تجربة قصيرة في عالم الألعاب الواقعية البديلة من خلال إطلاقها لـ "سباق لإنقاذ البشرية"، الذي كان سيكافأ أول شخص يجد جميع الرموز الخفية داخل اللعبة بمبلغ 1,000,000 دولار. تم تغيير ذلك لاحقًا للفوز بعدة نسخ من اللعبة بسبب قضايا تقنية وفنية.
في نهاية عام (2005)، تأسست مجموعة مصلحة الألعاب الواقعية البديلة في جمعية مطوري الألعاب الدولية "لجمع أولئك الذين يقومون بتصميم وبناء وتشغيل الألعاب الواقعية البديلة، بهدف تبادل المعرفة والخبرة والأفكار للمستقبل".

## 2005-2006: ارتفاع اللعبة الواقعية البديلة الذاتي الدعم
مع نمو النوع، زاد الاهتمام باستكشاف نماذج توفير التمويل اللعبة الواقعية البديلة ذات المقياس الكبير التي لا تكون إعلانات لمنتجات أخرى أو محدودة بالميزانية الصغيرة عمومًا للألعاب المستقلة. ظهرت اتجاهات رئيسية اثنتين في هذا المجال هما الدعم من خلال بيع منتجات متعلقة باللعبة ورسوم المشاركة في اللعبة. النموذج الثالث الممكن هو استخدام الإعلانات داخل اللعبة لمنتجات أخرى، كما في التجربة المفقودة، ولكن في هذا الوقت، لم تحاول أي لعبة ذات مقياس كبير تمويل نفسها بالكامل من خلال الإعلانات داخل اللعبة.
أول محاولة رئيسية (باستثناء لعبة إلكترونيك آرتس الفاشلة مهيب) لإنشاء اللعبة الواقعية البديلة ذات تمويل ذاتي كانت مدينة بيربلكس، التي أُطلقت في عام (2005) بعد عام كامل من التشويق. قدمت الARG جائزة قدرها 200،000 دولار لأول لاعب يجد ريسيدا كيوب (الكنز المدفون) المدفون، وتم تمويلها من خلال بيع بطاقات الألغاز. انتهت الموسم الأول للعبة في يناير 2007 عندما وجد آندي دارلي ريسيدا كيوب في واكيرلي جريت وود في نورثامبتونشير، المملكة المتحدة. قدمت شركة Mind Candy، الشركة المنتجة، أيضًا لعبة لوحية متعلقة بالARG وتخطط لمواصلة اللعبة بموسم ثانٍ يبدأ في 1 مارس 2007. إن مدى نجاح هذا النموذج غير معروف في هذا الوقت، على الرغم من أن قبول Mind Candy للرعاية الرعاية التجارية ورأس المال المغامر يشير إلى أن بطاقات الألغاز وحدها لا تكفي لتمويل الARG بشكل كامل في هذا الوقت.
في مارس 2006، أسس إيلان لي وداون وايسمان شركة مغسلة ايدوك (بالإنجليزية: edoc laundry) من قبل إيلان لي ودون وايسمان، وهي مخصصة لإنتاج ألعاب الواقع البديل (ARGs) باستخدام الملابس كمنصة رئيسية. في هذه الألعاب، يقوم المستهلكون بفك شفرات مخفية داخل الملابس وإدخال النتائج إلى موقع الويب الرئيسي للعبة للكشف عن أجزاء من قصة تدور حول جريمة قتل لمدير فرقة موسيقي، وهي شركة مصممة لإنتاج الألعاب الواقع البديلة (ARGs) باستخدام الملابس كمنصة رئيسية. يقوم المستهلكون بفك رموز مخبأة داخل الملابس وإدخال النتائج إلى موقع الويب الرئيسي للعبة للكشف عن أجزاء من قصة عن جريمة قتل لمدير فرقة موسيقية.
باستعادة نموذج الدفع للعب، أطلقت ستوديو سايفر(بالإنجليزية: Studio Cypher) الفصل الأول من "الرواية الجماعية" في مايو 2006. يتلقى المشاركون الذين يدفعون رسوم التسجيل بقيمة 10 دولارات في كل "فصل" دخولًا مبكرًا إلى المعلومات وفرصًا أكبر للتفاعل مع الشخصيات من غير الدافعين. قامت VirtuQuest، وهي فريق شركات معروف، أيضًا بمحاولة نموذج الدفع للعب مع مرتفعات البلدة (بالإنجليزية: Township Heights) في وقت لاحق من العام، ولكن على الرغم من الحماس الأول من قبل مجتمع (ARG)، لم تحظى اللعبة بترحيب جيد بسبب استخدام فريق التصميم لأسماء لاعب الهجين استنادًا إلى أسمائهم الحقيقية. كما أن الإطار الزمني القصير للعبة لم يكن محبوبًا بواسطة بعض اللاعبين الخبراء.
في يونيو 2006، أطلق Catching the Wish من موقع ويب داخل اللعبة حول كتب الكوميكس استنادًا إلى السابق، مطاردة الرغبة (بالإنجليزية: Chasing the Wish) عام (2003). أصدرت42 ترفيه كتاب كاثي، من تأليف شون ستيوارت وجوردان وايسمان، في أكتوبر 2006، محولة وسيط الألعاب الواقع البديلة (ARG) الرئيسي من الإنترنت إلى الصفحة المطبوعة. يحتوي الرواية للشباب على "حزمة أدلة" ويوسع عالمه من خلال مواقع الويب وأرقام الهواتف العاملة، ولكنه أيضًا رواية مستقلة تعمل بشكل أساسي كالألعاب الواقع البديلة (ARG) قابلة للعب بشكل فردي. ليس لدينا معلومات عن تكلفة إنشاء الكتاب أو مبيعاته لتحديد ما إذا كان المشروع قد تم تمويله بنجاح ذاتيًا.
من الصعب تقييم فعالية نماذج (ARG) ذات التمويل الذاتي في هذا الوقت، ولكن يبدو أن استكشاف وسائل تمويل الألعاب الواقع البديلة (ARGs) بمقياس كبير دون استخدامها كتسويق لمنتجات أخرى سيستمر مع نمو النوع.

## 2006 وما بعده: تطورات جديدة
عام (2006) لم يشهد إطلاق الكثير من الألعاب الواقعية البديلة الكبيرة من قبل الشركات مقارنة بالسنوات السابقة، ولكن نوع الألعاب الواقعية البديلة استمر في الانتشار والتكيف للاستخدامات الترويجية. زاد عدد البرامج التلفزيونية والأفلام التي قدمت عوالمها على الإنترنت من خلال وسائل مثل مدونات الشخصيات ومسارات الألغاز المشابهة للألعاب الواقعية البديلة، وزاد عدد الألعاب المستقلة التي تعتمد على المجتمع في إطلاقها، بمستويات متفاوتة من النجاح. فيديوهات lonelygirl15، وهي سلسلة شهيرة على اليوتيوب، أفسحت مساحة غير مسبوقة من السيطرة لجمهورها من خلال الاعتراف بلعبة أُنشِئَت من قبل المعجبين كـ "اللعبة الرسمية".
في عام (2007)، بدأت الأمور بشكل قوي فوراً، مع لعبة نقطة الاختفاء (بالإنجليزية: Vanishing Point) التي أنشأتها مايكروسوفت للترويج لإطلاق ويندوز فيستا. تم تصميم اللعبة بواسطة 42 ترفيه، ونظرًا جزئيًا إلى العديد من الأحداث الكبيرة في العالم الحقيقي، مثل العرض الفخم في نافورة البلاجيو في لاس فيغاس، بالإضافة إلى جوائز رحلة إلى الفضاء ووضع اسم الفائز على جميع رقائق أيه إم دي أثلون 64 إف إكس (بالإنجليزية: AMD Athlon 64 FX) لفترة معينة من الوقت، حظيت اللعبة بتفاعل إعلامي كبير. تلاها على الفور حملة ترويج، يُشاع أيضًا أنها إنتاج 42 ترفيه، لإصدار ألبوم تسعة بوصات مسامير(بالإنجليزية: Nine Inch Nails) بعنوان السنة الصفر (بالإنجليزية: Year Zero)، حيث اكتشف المعجبون أغان مسربة على أجهزة تخزين USB في الحمامات خلال الحفلات. أطلقت نادي صيادي الوحوش (بالإنجليزية: Monster Hunter Club)، حملة ترويج لإطلاق فيلم الضيف (بالإنجليزية: The Host) في الولايات المتحدة، من خلال إرسال شخصيات حركية وعناصر أخرى إلى أعضاء بارزين في مجتمع الألعاب الواقعية البديلة. اختتمت Perplex City موسمها الأول بتقديم جائزة قيمتها 200,000 دولار للاعب وجد مكعب اللعبة الفائت.

### الروابط التلفزيونية و"التجارب الموسعة"
قبل تطوير فئة ألعاب الواقع البديل (ARG)، كان التلفزيون يسعى لتوسيع واقعيته على الويب من خلال مواقع الإنترنت التي تعامل بالعالم على أنه حقيقي، بدلاً من مناقشته كقصة خيالية. مثال مبكر كان في عام 2002 مع فريكيلينكس (Freakylinks) من Fox، والذي قامت هكسان، مبدعو فيلم مشروع ساحرة بلير (بالإنجليزية: Blair Witch Project)، بتطويره، والذين تابعوا لاحقًا تطوير ألعاب الواقع البديل المعروفة فن السرقة ومن هو بنيامين ستوف. استخدمت فريكيلينكس Freakylinks موقع ويب صمم ليبدو كما لو كان قد تم إنشاؤه بواسطة هواة خوارق فوق الطبيعة لتوليد اهتمام الإنترنت في العرض، والذي جمع متابعة ثقافية ولكن تم إلغاؤه بعد 13 حلقة. في سبتمبر 2002، وبعد انطلاق ناجح في مجال يشبه ألعاب الواقع البديل مع لعبة الويب Alias في عام (2001)، قدمت شبكة ABC ألعاب الواقع البديل بشكل أكثر تحديدا إلى شاشة التلفزيون من خلال البرنامج Push, Nevada. وقد تم إنتاج البرنامج بواسطة بن أفليك ومات ديمون، وخلقوا مدينة وهمية في نيفادا تم تسميتها Push. عندما تروج للبرنامج، يتم الإعلان عن المدينة بدلاً من البرنامج نفسه، من خلال لوحات إعلانية وتقارير إخبارية وشركات راعية وأشكال أخرى واقعية تدخل الحياة. خلال كل حلقة من البرنامج، سيتم الكشف عن دلائل مشفرة للغاية على الشاشة، بينما يمكن العثور على دلائل مخفية أخرى على موقع الإنترنت للمدينة. للأسف، تم إلغاء البرنامج في منتصف الموسم، وتم نشر جميع الدلائل المتبقية للجمهور. في نهاية المطاف، اكتشف الجمهور الذكي أن البرنامج سيظل يدفع جائزته البالغة 1 مليون دولار أثناء عرض "الليلة الاثنين لكرة القدم الأمريكية". تم الكشف عن آخر دليل خلال الفترة ما بين الشوطين، مما دفع الأشخاص الذين حلوا اللغز للاتصال برقم هاتف. الشخص الأول الذي يتصل يحصل على مليون دولار. في أكتوبر 2004، تم إطلاق لعبة الواقع الموسع ReGenesis بالتزامن مع المسلسل التلفزيوني الكندي ReGenesis. دلائل وقصص من السلسلة دفعت اللاعبين عبر الإنترنت لوقف هجوم إرهابي بيولوجي.
في عام (2006)، بدأت ألعاب الواقع البديل المرتبطة بالتلفزيون في الظهور بمفردها عندما شهدت زيادة في ألعاب الواقع البديل التي قامت بتوسيع عوالم البرامج التلفزيونية ذات الصلة على الإنترنت وفي العالم الحقيقي. كما هو الحال مع Push, Nevada، قادت ABC الطريق، حيث قامت بإطلاق ثلاثة ألعاب واقع بديل تلفزيونية في عام (2006): Kyle XY، Ocular Effect (لبرنامج Fallen)، والتجربة المفقودة (لبرنامج LOST). انضمت ABC إلى Channel 4 في المملكة المتحدة وقناة 7 في أستراليا في الترويج لموقع ويب معاد تصميمه لمؤسسة Hanso. كان الموقع مركزًا على شركة وهمية شائعة في السياق السردي للمسلسل التلفزيوني، وتم الترويج للعبة من خلال إعلانات تلفزيونية تعرض أثناء حلقات LOST. تم إطلاق تأثير بصري بالتعاون مع زينوفيلي ميديا ودوبل عشرين للإنتاج.
اتبع NBC نهجًا مماثلًا في يناير 2007، بدءًا من ARG لبرنامجها التلفزيوني الشهير Heroes عبر إشارة داخل اللعبة إلى موقع ورق بريماتيك (بالإنجليزية: Primatech Paper)، وهي شركة تظهر في البرنامج والتي تبين أنها حقيقية. أدت الرسائل النصية والرسائل الإلكترونية اللاعبين الذين تقدموا بطلب "توظيف" في الموقع إلى ملفات سرية حول شخصيات البرنامج.
1. ↑  "Legend-Tripping Online: Supernatural Folklore and the Search for Ong's Hat". 31 يوليو 2011. مؤرشف من الأصل في 2016-01-19. اطلع عليه بتاريخ 2013-05-11.
2. ↑  "ARG versus Legend Tripping". مؤرشف من الأصل في 2013-06-15. اطلع عليه بتاريخ 2013-05-11.
3. ↑  Rothstein، Edward (19 فبراير 1996). "Netrunner: Hacking With a Shuffled Deck". نيويورك تايمز. اطلع عليه بتاريخ 2013-08-17.
4. ↑  "Dreadnot". SFGate. مؤرشف من الأصل في 2000-02-29.
5. ↑  http://www.starlightlines.com نسخة محفوظة 2014-01-01 على موقع واي باك مشين.
6. ↑  Dena، Christy (22 مايو 2006). "Designing Cross-Media Entertainment" (PDF). ص. 27. مؤرشف من الأصل (PDF) في 2006-08-22. اطلع عليه بتاريخ 2007-02-13.
7. ↑  "Time Best & Worst of 2001". Time. 24 ديسمبر 2001. مؤرشف من الأصل في 2007-09-30. اطلع عليه بتاريخ 2007-02-13.
8. ↑  Dena، Christy (20 أبريل 2006). "Top ARGs, With Stats". مؤرشف من الأصل في 2007-01-28. اطلع عليه بتاريخ 2007-02-13.
9. ↑  "The Buzzmakers". East Bay Express. 18 مايو 2005. مؤرشف من الأصل في 2007-04-07. اطلع عليه بتاريخ 2007-02-13.
10. 1 2  Stewart، Sean. "The A.I. Web Game". مؤرشف من الأصل في 2007-03-22. اطلع عليه بتاريخ 2007-02-13.
11. ↑  Lee، Elan (2006)، "Check Your Joystick At The Door"، Montréal International Game Summit
12. ↑  "Cloudmakers Yahoo! List". مؤرشف من الأصل في 2007-01-19. اطلع عليه بتاريخ 2007-02-13.
13. ↑  "Testing the Waters". Unfiction. مؤرشف من الأصل في 2006-11-23. اطلع عليه بتاريخ 2007-02-19.
14. ↑  "A Conspiracy of Conspiracy Gamers". Wired. 19 سبتمبر 2001. مؤرشف من الأصل في 2006-01-14. اطلع عليه بتاريخ 2007-02-19.
15. ↑  Miller، Jim (نوفمبر 2004). "Exocog: A case study of a new genre in storytelling". مؤرشف من الأصل في 2007-03-17. اطلع عليه بتاريخ 2007-02-19.
16. ↑  "Ilovebees.com Link to Halo 2 Release Confirmed". Alternate Reality Gaming Network. 23 يوليو 2004. مؤرشف من الأصل في 2007-02-02. اطلع عليه بتاريخ 2007-02-19.
17. ↑  "42 Entertainment: I Love Bees". مؤرشف من الأصل في 2007-02-17. اطلع عليه بتاريخ 2007-02-19.
18. ↑  Mcgrath، Charles (26 ديسمبر 2004). "2004: In a Word; The Year of (Your Catchphrase Here)". نيويورك تايمز. مؤرشف من الأصل في 2007-03-19. اطلع عليه بتاريخ 2007-02-19.
19. ↑  "Metroid Prime ARGishness". Alternate Reality Gaming Network. 20 أكتوبر 2004. مؤرشف من الأصل في 2007-02-02. اطلع عليه بتاريخ 2007-02-19.
20. ↑  "I Love Bees Two". Alternate Reality Gaming Network. 7 مارس 2006. مؤرشف من الأصل في 2007-02-02. اطلع عليه بتاريخ 2007-02-19.
21. ↑  "Ilovebees-Inspired Artwork to Raise Money for Charity". Alternate Reality Gaming Network. 9 ديسمبر 2004. مؤرشف من الأصل في 2007-02-02. اطلع عليه بتاريخ 2007-02-19.
22. ↑  "I Love Beer". 2004. مؤرشف من الأصل في 2007-02-22. اطلع عليه بتاريخ 2007-02-19.
23. ↑  "Last Call Poker PM Chat Transcript". Alternate Reality Gaming Network. 30 نوفمبر 2005. مؤرشف من الأصل في 2007-02-02. اطلع عليه بتاريخ 2007-02-19.
24. ↑  "'Last Call Poker' celebrates cemeteries". CNet. 20 نوفمبر 2005. مؤرشف من الأصل في 2013-01-19. اطلع عليه بتاريخ 2007-02-19.
25. ↑  "Advent Rising cancels million-dollar contest". مؤرشف من الأصل في 2023-03-06.
26. ↑  "Beam me up, Bill: Network technician wins Vista 'rocketplane' ride". Computer News. 12 فبراير 2007. مؤرشف من الأصل في 2007-10-14. اطلع عليه بتاريخ 2007-02-19.
27. ↑  Lohr، Steve (30 يناير 2007). "First the Wait for Microsoft Vista; Now the Marketing Barrage". The New York Times. مؤرشف من الأصل في 2007-03-18. اطلع عليه بتاريخ 2007-02-19.
28. ↑  "Playing Now: A game that wants you". Mercury News. 12 فبراير 2007. مؤرشف من الأصل في 2007-02-16. اطلع عليه بتاريخ 2007-02-19.
29. ↑  "Nine Inch Nails Sparks Web Marketing Conspiracy". Adotas. 16 فبراير 2007. مؤرشف من الأصل في 2007-02-18. اطلع عليه بتاريخ 2007-02-19.
30. ↑  "Dude, Where's My Monster?". Alternate Reality Gaming Network. 1 فبراير 2007. مؤرشف من الأصل في 2007-02-21. اطلع عليه بتاريخ 2007-02-19.
31. ↑  "£100,000 prize for digital hunter". BBC News. 8 فبراير 2007. مؤرشف من الأصل في 2023-11-29. اطلع عليه بتاريخ 2007-02-19.
32. ↑  Bach، Robert (12 أكتوبر 2000). "Fox TV's Freakylinks". مؤرشف من الأصل في 2007-01-09. اطلع عليه بتاريخ 2007-02-19.
33. ↑  "Push, NV". Unfiction. 1 سبتمبر 2002. مؤرشف من الأصل في 2007-09-27. اطلع عليه بتاريخ 2007-02-19.
34. ↑  "A Brief History of the Alias [v1.0] Web Puzzle". Unfiction. 1 أكتوبر 2002. مؤرشف من الأصل في 2007-09-27. اطلع عليه بتاريخ 2007-02-19.
35. ↑  "Push, Nevada". ABC Primetime. مؤرشف من الأصل في 2007-01-25. اطلع عليه بتاريخ 2007-02-19.
36. ↑  "ReGenesis: Relaunch and Award Nomination!". Alternate Reality Gaming Network. 12 سبتمبر 2005. مؤرشف من الأصل في 2007-02-02. اطلع عليه بتاريخ 2007-02-19.